# ベティ・カスバート

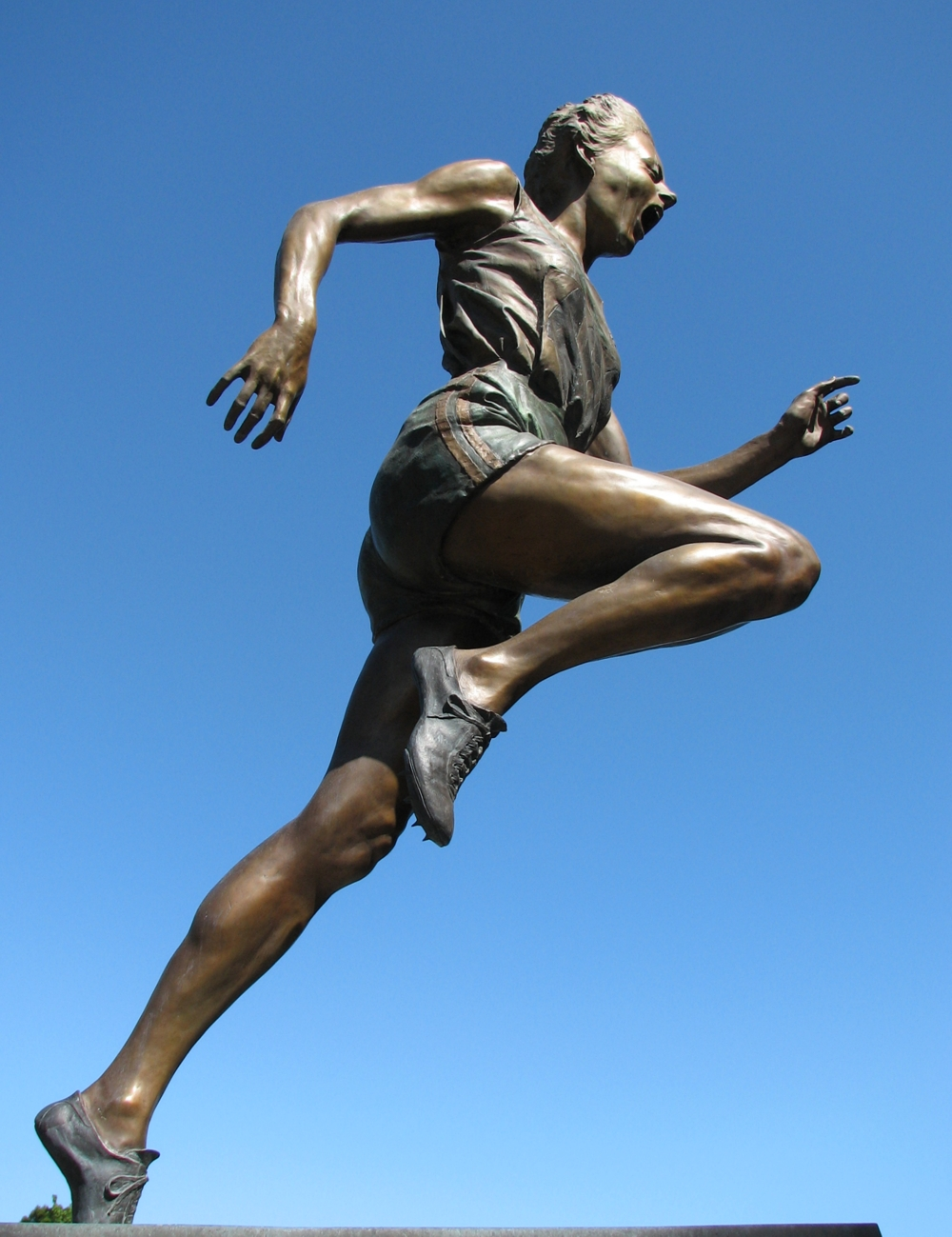
メルボルン・クリケットグラウンドにあるカスバートの像

エリザベス・"ベティ"・カスバート（Elizabeth ("Betty") Cuthbert、1938年4月20日 - 2017年8月6日）は、オーストラリアの陸上競技選手。女性の短距離選手として、1956年メルボルンオリンピックの100m、200m制覇をはじめ、1964年東京オリンピックでの金メダルを含め、オリンピックでは4つの金メダルを獲得。1950年代の女子短距離界をリードしたオーストラリアの中心的な選手の一人である。

## 経歴
カスバートは高校生の時から短距離をはじめた。父親は農園を所有しており、カスバートは子供の頃から畑の中をはだしで走るのが大好きであった。18歳のとき、地元で行われたメルボルンオリンピックに出場する。オリンピック直前の1956年9月に200mで23.2秒の世界新記録を樹立。この種目の優勝候補と目されるようになった。カスバートはまず100mで決勝に進出する。期待されていた同僚のシャーリー・ストリックランド・デ・ラ・ハンティ(Shirley Strickland de la Hunty)は予選で敗退していたので、カスバートに期待が集まった。その中で見事金メダルを獲得する。ついで大本命と見られていた200mでも地元の期待に応え金メダルを獲得。さらに、4×100mリレーでも、アンカーを務め、世界新記録で見事3冠を達成した。
カスバートは1960年ローマオリンピックにも100mに出場するが予選で敗退し、その後競技から引退した。
だが、カスバートは1962年に競技に復帰する。パースで行われたコモンウェルスゲームズに出場。この後彼女は400m走に集中していくこととなる。1964年東京オリンピックは女子400mがはじめて採用された大会であった。レースはイギリスのアン・パッカー(Ann Packer)が本命と見られていたが、カスバートは52.0秒のタイムでパッカーを下し、女子400mの初代オリンピックチャンピオンとなる。そして、東京オリンピックの後、競技から引退した。
カスバートは2000年シドニーオリンピックの最終聖火ランナーの1人として、スタジアムに登場し、再び世界にその姿を現した。

## 主な実績
| 年   | 大会                   | 場所                       | 種目         | 結果 | 記録   |
| ---- | ---------------------- | -------------------------- | ------------ | ---- | ------ |
| 1956 | オリンピック           | メルボルン(オーストラリア) | 100m         | 1位  | 11秒5  |
| 1956 | オリンピック           | メルボルン(オーストラリア) | 200m         | 1位  | 23秒4  |
| 1956 | オリンピック           | メルボルン(オーストラリア) | 4×100mリレー | 1位  | 44秒5  |
| 1958 | コモンウェルスゲームズ | カーディフ(ウェールズ)     | 220yd        | 2位  | 23秒77 |
| 1964 | オリンピック           | 東京(日本)                 | 400m         | 1位  | 52秒0  |